# Осойник (Дубровник)
42°43′ пн. ш. 18°04′ сх. д. / 42.71° пн. ш. 18.06° сх. д.
Осойник (хорв. Osojnik) — населений пункт у Хорватії, у Дубровницько-Неретванській жупанії у складі міста Дубровник.

## Населення
Населення за даними перепису 2011 року становило 301 осіб.
Динаміка чисельності населення поселення: